# Tracy-le-Mont
Tracy-le-Mont è un comune francese di 1 745 abitanti situato nel dipartimento dell'Oise della regione dell'Alta Francia.

## Società

### Evoluzione demografica
Abitanti censiti